# Liga Femenina de baloncesto 2010-11
La temporada 2010-11 de la Liga Femenina fue la 48.ª temporada de la liga femenina de baloncesto. Se inició el 10 de octubre de 2010 y acabó el 28 de abril de 2011. Perfumerías Avenida obtuvo el título de liga tras ganar al Ros Casares Valencia en los playoffs 2-0.

## Clubes participantes
| Equipo                        | Ciudad                | Posición 2009-2010 |
| ----------------------------- | --------------------- | ------------------ |
| Ciudad Ros Casares Valencia   | Valencia              | Campeón            |
| Perfumerías Avenida           | Salamanca             | Subcampeón         |
| Rivas Ecópolis                | Rivas-Vaciamadrid     | 3.º                |
| Mann Filter Zaragoza          | Zaragoza              | 4.º                |
| Girona FC                     | Gerona                | 5.º                |
| RC Celta Indepo               | Vigo                  | 6.º                |
| C.B. Olesa                    | Olesa de Montserrat   | 7.º                |
| Gran Canaria 2014             | Las Palmas            | 8.º                |
| Sóller Bon Día!               | Sóller                | 9.º                |
| Cadí La Seu d'Urgell          | Seo de Urgel          | 10.º               |
| Hondarribia-Irún              | Fuenterrabía          | 11.º               |
| Palacio de Congresos de Ibiza | Santa Eulària des Riu | 14.º               |
| UNB Obenasa Lacturale         | Pamplona              | Campeonas LF2      |
| Extrugasa                     | Vilagarcía de Arousa  | Subcampeonas LF2   |

## Formato de competición
Los 14 equipos juegan todos contra todos a doble vuelta. Los tres primeros equipos clasificados al final de la primera vuelta junto con el anfitrión juegan la Copa de la Reina. Si el anfitrión termina entre los tres primeros, el cuarto clasificado de la liga la jugará también.
Al finalizar la temporada regular, los cuatro primeros equipos se clasifican para playoffs. Todas las series se disputan al mejor de tres partidos. Los dos últimos equipos descienden a Liga Femenina 2.

## Liga regular
| Pos. | Equipo                        | PJ | G  | P  | PF   | PC   | DP   | Pts | Clasificación o descenso           |
| ---- | ----------------------------- | -- | -- | -- | ---- | ---- | ---- | --- | ---------------------------------- |
| 1    | Perfumerías Avenida           | 26 | 25 | 1  | 2026 | 1624 | +402 | 51  | Clasifican a los Playoffs          |
| 2    | Ros Casares Valencia          | 26 | 23 | 3  | 2067 | 1443 | +624 | 49  | Clasifican a los Playoffs          |
| 3    | Mann-Filter Zaragoza          | 26 | 19 | 7  | 1723 | 1490 | +233 | 45  | Clasifican a los Playoffs          |
| 4    | Rivas Ecópolis                | 26 | 18 | 8  | 1920 | 1654 | +266 | 44  | Clasifican a los Playoffs          |
| 5    | Girona FC                     | 26 | 13 | 13 | 1673 | 1699 | −26  | 39  |                                    |
| 6    | Sóller Bon Día!               | 26 | 13 | 13 | 1856 | 1931 | −75  | 39  |                                    |
| 7    | Palacio de Congresos de Ibiza | 26 | 11 | 15 | 1551 | 1625 | −74  | 37  |                                    |
| 8    | Hondarribia-Irún              | 26 | 11 | 15 | 1656 | 1723 | −67  | 37  |                                    |
| 9    | Gran Canaria 2014             | 26 | 10 | 16 | 1675 | 1771 | −96  | 36  |                                    |
| 10   | Extrugasa                     | 26 | 10 | 16 | 1589 | 1669 | −80  | 36  | Descenso a LF2                     |
| 11   | RC Celta Indepo               | 26 | 9  | 17 | 1681 | 1834 | −153 | 35  |                                    |
| 12   | Cadí La Seu d'Urgell          | 26 | 9  | 17 | 1743 | 1920 | −177 | 35  |                                    |
| 13   | UNB Obenasa Lacturale         | 26 | 7  | 19 | 1596 | 1838 | −242 | 33  | Mantiene la categoría por vacantes |
| 14   | C.B. Olesa                    | 26 | 4  | 22 | 1557 | 2092 | −535 | 30  | Descenso a LF2                     |

 Fuente: FEB

### Tabla de resultados cruzados
| Local \ Visitante             | OLE    | CAD    | ROS   | EXT   | GIR   | GCA   | HON   | MAN   | IBI   | AVE   | CEL   | RIV   | SOL   | UNB   |
| ----------------------------- | ------ | ------ | ----- | ----- | ----- | ----- | ----- | ----- | ----- | ----- | ----- | ----- | ----- | ----- |
| C.B. Olesa                    | —      | 72–80  | 50–88 | 67–70 | 65–74 | 88–86 | 68–89 | 52–91 | 52–61 | 58–73 | 61–92 | 62–79 | 76–78 | 69–68 |
| Cadí La Seu d'Urgell          | 67–71  | —      | 48–82 | 62–72 | 68–83 | 63–74 | 85–69 | 53–65 | 63–70 | 80–88 | 67–59 | 82–73 | 85–98 | 74–65 |
| Ciudad Ros Casares Valencia   | 102–47 | 102–72 | —     | 86–48 | 74–67 | 74–51 | 91–50 | 64–45 | 80–33 | 59–82 | 99–51 | 62–74 | 81–54 | 86–41 |
| Extrugasa                     | 76–42  | 73–78  | 48–64 | —     | 82–71 | 68–74 | 59–43 | 50–56 | 58–62 | 57–69 | 66–54 | 69–63 | 75–84 | 62–60 |
| Girona FC                     | 77–52  | 68–60  | 50–65 | 57–63 | —     | 52–62 | 54–75 | 56–66 | 70–53 | 51–67 | 66–54 | 66–72 | 87–77 | 67–56 |
| Gran Canaria 2014             | 63–66  | 59–75  | 61–91 | 72–53 | 65–67 | —     | 76–55 | 47–72 | 56–58 | 64–79 | 67–70 | 61–95 | 70–61 | 74–45 |
| Hondarribia-Irún              | 101–48 | 65–53  | 50–93 | 60–55 | 53–62 | 62–59 | —     | 52–62 | 62–64 | 55–65 | 75–54 | 59–73 | 73–55 | 69–77 |
| Mann Filter Zaragoza          | 82–60  | 66–49  | 45–54 | 58–56 | 68–58 | 71–51 | 67–50 | —     | 59–54 | 63–75 | 69–62 | 61–58 | 80–46 | 56–65 |
| Palacio de Congresos de Ibiza | 80–56  | 79–46  | 54–65 | 52–58 | 62–49 | 55–66 | 60–58 | 57–60 | —     | 63–67 | 87–78 | 59–55 | 66–75 | 53–58 |
| Perfumerías Avenida           | 95–58  | 93–66  | 76–65 | 73–46 | 78–65 | 92–68 | 81–57 | 78–67 | 51–36 | —     | 88–68 | 77–69 | 78–74 | 76–47 |
| RC Celta Indepo               | 66–53  | 73–60  | 59–85 | 62–50 | 58–63 | 62–65 | 69–77 | 47–82 | 63–58 | 68–80 | —     | 62–65 | 71–59 | 83–73 |
| Rivas Ecópolis                | 92–52  | 58–61  | 63–67 | 58–50 | 78–55 | 68–60 | 78–59 | 84–80 | 80–56 | 88–81 | 91–53 | —     | 96–70 | 86–59 |
| Sóller Bon Día!               | 83–63  | 72–70  | 71–98 | 75–66 | 73–77 | 72–55 | 59–67 | 64–57 | 77–64 | 69–76 | 75–74 | 76–62 | —     | 69–81 |
| UNB Obenasa Lacturale         | 79–49  | 71–76  | 53–90 | 67–59 | 53–61 | 57–69 | 56–71 | 48–75 | 63–55 | 63–88 | 53–69 | 55–62 | 83–90 | —     |

### Evolución en la clasificación
La tabla muestra las posiciones de cada equipo al término de cada jornada. 
| Equipo ╲ Jornada              | 1          | 2  | 3  | 4  | 5  | 6  | 7  | 8  | 9  | 10 | 11 | 12 | 13 | 14 | 15 | 16 | 17 | 18 | 19 | 20 | 21 | 22 | 23 | 24 | 25 | 26 |    |
| ----------------------------- | ---------- | -- | -- | -- | -- | -- | -- | -- | -- | -- | -- | -- | -- | -- | -- | -- | -- | -- | -- | -- | -- | -- | -- | -- | -- | -- | -- |
| Equipo ╲ Jornada              | C.B. Olesa | 7  | 11 | 13 | 9  | 10 | 10 | 10 | 11 | 11 | 12 | 12 | 13 | 13 | 12 | 12 | 12 | 14 | 14 | 14 | 14 | 14 | 14 | 14 | 14 | 14 | 14 |
| Cadí La Seu d'Urgell          | 4          | 7  | 8  | 10 | 11 | 12 | 13 | 13 | 13 | 13 | 13 | 12 | 12 | 13 | 13 | 13 | 12 | 10 | 11 | 11 | 9  | 9  | 11 | 11 | 10 | 12 |    |
| Ciudad Ros Casares Valencia   | 2          | 2  | 1  | 1  | 1  | 1  | 1  | 1  | 2  | 2  | 2  | 2  | 1  | 2  | 2  | 2  | 2  | 2  | 2  | 2  | 2  | 2  | 2  | 2  | 2  | 2  |    |
| Extrugasa                     | 6          | 10 | 5  | 4  | 6  | 4  | 5  | 5  | 5  | 5  | 6  | 5  | 5  | 5  | 6  | 6  | 7  | 8  | 8  | 9  | 11 | 11 | 10 | 10 | 9  | 10 |    |
| Girona FC                     | 9          | 8  | 9  | 11 | 7  | 7  | 6  | 8  | 6  | 8  | 7  | 8  | 9  | 10 | 9  | 7  | 5  | 5  | 5  | 5  | 6  | 6  | 6  | 5  | 5  | 5  |    |
| Gran Canaria 2014             | 8          | 4  | 4  | 7  | 5  | 8  | 8  | 6  | 9  | 6  | 5  | 7  | 7  | 8  | 8  | 8  | 9  | 9  | 9  | 8  | 10 | 10 | 9  | 9  | 11 | 9  |    |
| Hondarribia-Irún              | 11         | 12 | 11 | 12 | 12 | 11 | 11 | 12 | 12 | 10 | 10 | 10 | 10 | 9  | 10 | 10 | 10 | 11 | 10 | 10 | 8  | 8  | 8  | 8  | 8  | 8  |    |
| Mann Filter Zaragoza          | 13         | 9  | 7  | 5  | 4  | 5  | 4  | 4  | 4  | 4  | 4  | 4  | 4  | 4  | 4  | 3  | 4  | 4  | 4  | 4  | 4  | 4  | 4  | 4  | 4  | 3  |    |
| Palacio de Congresos de Ibiza | 10         | 6  | 6  | 6  | 8  | 6  | 7  | 7  | 7  | 9  | 9  | 6  | 6  | 7  | 5  | 5  | 6  | 7  | 7  | 6  | 7  | 7  | 7  | 7  | 7  | 7  |    |
| Perfumerías Avenida           | 5          | 3  | 2  | 2  | 2  | 2  | 2  | 2  | 1  | 1  | 1  | 1  | 2  | 1  | 1  | 1  | 1  | 1  | 1  | 1  | 1  | 1  | 1  | 1  | 1  | 1  |    |
| RC Celta Indepo               | 3          | 5  | 10 | 8  | 9  | 9  | 9  | 10 | 10 | 11 | 11 | 11 | 11 | 11 | 11 | 11 | 11 | 12 | 12 | 12 | 12 | 12 | 12 | 12 | 12 | 11 |    |
| Rivas Ecópolis                | 1          | 1  | 3  | 3  | 3  | 3  | 3  | 3  | 3  | 3  | 3  | 3  | 3  | 3  | 3  | 4  | 3  | 3  | 3  | 3  | 3  | 3  | 3  | 3  | 3  | 4  |    |
| Sóller Bon Día!               | 14         | 13 | 14 | 14 | 13 | 14 | 12 | 9  | 8  | 7  | 8  | 9  | 8  | 6  | 7  | 9  | 8  | 6  | 6  | 7  | 5  | 5  | 5  | 6  | 6  | 6  |    |
| UNB Obenasa Lacturale         | 12         | 14 | 12 | 13 | 14 | 13 | 14 | 14 | 14 | 14 | 14 | 14 | 14 | 14 | 14 | 14 | 13 | 13 | 13 | 13 | 13 | 13 | 13 | 13 | 13 | 13 |    |

## Play Off por el título
|  | Semifinales | Semifinales          | Semifinales |                      |   | Finales             | Finales | Finales |  |
|  |             |                      |             |                      |   |                     |         |         |  |
|  |             |                      |             |                      |   |                     |         |         |  |
|  | 1           | Perfumerías Avenida  | 2           |                      |   |                     |         |         |  |
|  | 1           | Perfumerías Avenida  | 2           |                      |   |                     |         |         |  |
|  | 4           | Rivas Ecópolis       | 0           |                      |   |                     |         |         |  |
|  | 4           | Rivas Ecópolis       | 0           |                      | 1 | Perfumerías Avenida | 2       |         |  |
|  |             |                      |             |                      | 1 | Perfumerías Avenida | 2       |         |  |
|  |             |                      | 2           | Ros Casares Valencia | 0 |                     |         |         |  |
|  | 2           | Ros Casares Valencia | 2           | Ros Casares Valencia | 0 | 2                   |         |         |  |
|  | 2           | Ros Casares Valencia |             |                      |   | 2                   |         |         |  |
|  | 3           | Mann Filter Zaragoza | 0           |                      |   |                     |         |         |  |
|  | 3           | Mann Filter Zaragoza | 0           |                      |   |                     |         |         |  |
|  |             |                      |             |                      |   |                     |         |         |  |

### Semifinales
| Equipo 1                        | Series | Equipo 2                 | 1.er partido | 2.º partido | 3.er partido |
| ------------------------------- | ------ | ------------------------ | ------------ | ----------- | ------------ |
| (1) Perfumerías Avenida         | 2–0    | Rivas Ecópolis (4)       | 69–65        | 66–60       | —            |
| (2) Ciudad Ros Casares Valencia | 2–0    | Mann Filter Zaragoza (3) | 89–54        | 64–58       | —            |

Partido 1
| 14 de abril de 2011                     | Perfumerías Avenida                                      | 69–65                                | Rivas Ecópolis                                              | Salamanca                                                                                    |  |  |
| 20:00                                   | Parciales: 12–9, 18–21, 11–15, 28–20                     | Parciales: 12–9, 18–21, 11–15, 28–20 | Parciales: 12–9, 18–21, 11–15, 28–20                        |                                                                                              |  |  |
|                                         | Estadísticas Torrens 14 de Souza 9 Domínguez 6 Lyttle 17 | Reporte Pts Reb Asts Val             | Estadísticas 25 Valdemoro 6 Bonner 2 Valdemoro 24 Valdemoro | Pabellón: Pabellón de Würzburg Árbitros: Germán Morales Ruiz Antonio Manuel Zamora Rodríguez |  |  |
| Perfumerías Avenida lidera la serie 1-0 |                                                          |                                      |                                                             |                                                                                              |  |  |
|                                         |                                                          |                                      |                                                             |                                                                                              |  |  |

| 14 de abril de 2011                             | Ciudad Ros Casares Valencia                                   | 89–54                                | Mann Filter Zaragoza                                     | Valencia                                                                                         |  |  |
| 20:30                                           | Parciales: 25–18, 22–9, 21–17, 21–10                          | Parciales: 25–18, 22–9, 21–17, 21–10 | Parciales: 25–18, 22–9, 21–17, 21–10                     |                                                                                                  |  |  |
|                                                 | Estadísticas Brunson 19 Anosike, Douglas 8 Palau 6 Brunson 27 | Reporte Pts Reb Asts Val             | Estadísticas 10 Casas 6 Henry 3 Zlatanova 9 Casas, Henry | Pabellón: Pabellón Fuente de San Luis Árbitros: Miguel Ángel Garmendia Zorita Susana Gómez López |  |  |
| Ciudad Ros Casares Valencia lidera la serie 1-0 |                                                               |                                      |                                                          |                                                                                                  |  |  |
|                                                 |                                                               |                                      |                                                          |                                                                                                  |  |  |

Partido 2
| 16 de abril de 2011                   | Rivas Ecópolis                                              | 60–66                                | Perfumerías Avenida                                           | Rivas-Vaciamadrid                                                                         |  |  |
| 20:00                                 | Parciales: 18–20, 13–10, 21–16, 8–20                        | Parciales: 18–20, 13–10, 21–16, 8–20 | Parciales: 18–20, 13–10, 21–16, 8–20                          |                                                                                           |  |  |
|                                       | Estadísticas Valdemoro 16 Bonner 11 Valdemoro 4 Nicholls 12 | Reporte Pts Reb Asts Val             | Estadísticas 16 Torrens 10 Lyttle 3 Lyttle 17 Torrens, Lyttle | Pabellón: Pabellón Cerro del Telégrafo Árbitros: Alberto Sánchez Ardid Javier Millera Mas |  |  |
| Perfumerías Avenida gana la serie 2-0 |                                                             |                                      |                                                               |                                                                                           |  |  |
|                                       |                                                             |                                      |                                                               |                                                                                           |  |  |

| 18 de abril de 2011                           | Mann Filter Zaragoza                             | 58–64                                 | Ciudad Ros Casares Valencia                                      | Zaragoza                                                                                           |  |  |
| 20:00                                         | Parciales: 14–13, 16–22, 11–16, 17–13            | Parciales: 14–13, 16–22, 11–16, 17–13 | Parciales: 14–13, 16–22, 11–16, 17–13                            | |  |  |
|                                               | Estadísticas Henry 14 Henry 10 Ouviña 4 Henry 21 | Reporte Pts Reb Asts Val              | Estadísticas 14 Brunson, Douglas 10 Brunson 3 Anosike 21 Anosike | Pabellón: Pabellón Siglo XXI Árbitros: Juan Gabriel Carpallo Miguélez Enrique Miguel López Herrada |  |  |
| Ciudad Ros Casares Valencia gana la serie 2-0 |                                                  |                                       |                                                                  | |  |  |
|                                               |                                                  |                                       |                                                                  | |  |  |

### Final
| Equipo 1                | Series | Equipo 2                        | 1.er partido | 2.º partido | 3.er partido |
| ----------------------- | ------ | ------------------------------- | ------------ | ----------- | ------------ |
| (1) Perfumerías Avenida | 2–0    | Ciudad Ros Casares Valencia (2) | 79–73        | 90–85       | —            |

Partido 1
| 24 de abril de 2012                     | Perfumerías Avenida                                                    | 79–73                                 | Ciudad Ros Casares Valencia                           | Salamanca                                                                                          |  |  |
| 11:00                                   | Parciales: 20–20, 20–14, 22–20, 17–19                                  | Parciales: 20–20, 20–14, 22–20, 17–19 | Parciales: 20–20, 20–14, 22–20, 17–19                 | |  |  |
|                                         | Estadísticas de Souza 29 de Souza 12 de Mondt, Domínguez 4 de Souza 38 | Reporte Pts Reb Asts Val              | Estadísticas 19 Brunson 11 Brunson 4 Palau 20 Brunson | Pabellón: Pabellón de Würzburg Árbitros: Ángel de Lucas de Lucas Juan Pedro Morales García-Alcaide |  |  |
| Perfumerías Avenida lidera la serie 1-0 |                                                                        |                                       |                                                       | |  |  |
|                                         |                                                                        |                                       |                                                       | |  |  |

Partido 2
| 28 de abril de 2012                   | Ciudad Ros Casares Valencia                                            | 85–90                                | Perfumerías Avenida                                         | Valencia                                                                                     |  |  |
| 20:00                                 | Parciales: 32–24, 7–25, 24–18, 22–23                                   | Parciales: 32–24, 7–25, 24–18, 22–23 | Parciales: 32–24, 7–25, 24–18, 22–23                        |                                                                                              |  |  |
|                                       | Estadísticas Brunson 26 Anosike, Brunson 7 Palau 7 Anosike, Brunson 21 | Reporte Pts Reb Asts Val             | Estadísticas 19 de Souza 12 de Souza 4 de Mondt 29 de Souza | Pabellón: Pabellón Fuente de San Luis Árbitros: Germán Morales Ruiz Rafael Serrano Velázquez |  |  |
| Perfumerías Avenida gana la serie 2-0 |                                                                        |                                      |                                                             |                                                                                              |  |  |
|                                       |                                                                        |                                      |                                                             |                                                                                              |  |  |

## Postemporada
- Campeonas de la Liga Femenina 2010-11: Perfumerías Avenida (2º título).
- Campeonas de la Copa de la Reina 2011: Rivas Ecópolis (1er título).
- Campeonas de la Supercopa 2010: Perfumerías Avenida (1er título).
- Clasificadas para Euroliga 2011-12: Perfumerías Avenida, Ros Casares Valencia y Rivas Ecópolis.
- Clasificadas para Eurocup 2011-12: Gran Canaria 2014.
- Descendidas a Liga Femenina 2 2011-12:  CB Olesa y Extrugasa (renuncia a la categoría).
- Ascendidas de Liga Femenina 2 2010-11:  Caja Rural Valbusenda y Arranz-Jopisa Burgos.